# SN 2000br
SN 2000br – supernowa typu II odkryta 25 marca 2000 roku w galaktyce A140350-0401. W momencie odkrycia miała maksymalną jasność 19,70m.